# Bobby soxers

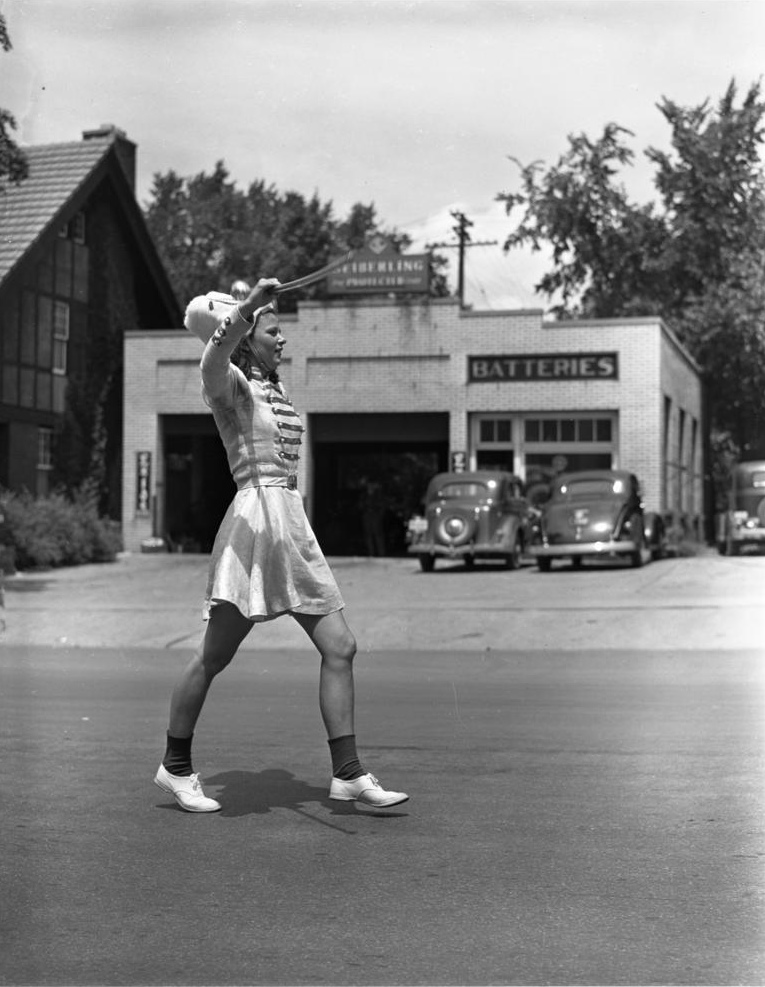
Uma majorette de tambor usando meias bobby em Ann Arbor, Michigan, 8 de julho de 1939

Bobby soxer é um termo para as fãs adolescentes loucamente entusiasmadas da música pop tradicional dos anos 1940, em particular a do cantor Frank Sinatra. Bobby soxers eram geralmente adolescentes em escolas e faculdades, que receberam o nome das populares meias bobby que usavam. Quando adolescente, a atriz Shirley Temple interpretou um estereótipo de bobby soxer no filme The Bachelor and the Bobby-Soxer (1947).
A presença de bobby soxers sinalizou uma mudança na cultura jovem americana. Empresas e corporações perceberam que podiam lucrar com o crescente poder de consumo dos adolescentes – especialmente entre as meninas – e começaram a direcionar produtos para compradores mais jovens, criando um novo subconjunto da cultura americana. Os adolescentes tornaram-se mais proeminentes na sociedade à medida que participavam de atividades como dançar e ir ao cinema. A música e a dança tornaram-se mais populares entre os adolescentes na década de 1940; os tipos de música mais populares eram o swing e o jazz, preferidos pelos bobby soxers. O aumento da popularidade da música tornou uma grande parte da vida dos bobby soxers, pois eles frequentemente discutiam seus músicos favoritos uns com os outros e se uniam por discos.